# Rezervația naturală Boguș
Boguș este o rezervație naturală silvică în raionul Călărași, Republica Moldova. Este amplasată la sud-est de satul Leordoaia din raionul Călărași; conform amplasamentului forestier se află în Ocolul Silvic Hârjauca, Întreprinderea Silvică Călărași. Conform Legii ariilor naturale protejate de stat, are o suprafață de 89 ha și este administrată de Gospodăria Silvică de Stat Călărași.

## Caracteristici geografice
Rezervația se întinde pe un versant de stânga de la începutul pârâului Hîrjauca, afluent al Ichelului, la altitudinea de 200-355 m. Solul este cenușiu, de pădure.

## Diversitate floristică
Aria protejată este o suprafață de pădure cu arborete valoroase de gorun (Quercus petraea), stejar (Quercus robur) și fag (Fagus sylvatica), atribuită la categoria ecosisteme forestiere de gorun, stejar pedunculat și fag.

### Arbori
Au fost identificate trei tipuri de arboreturi: natural fundamentale, derivate și artificiale. Acestea sunt de o productivitate inferioară și mijlocie.
Singurul arboret natural fundamental din rezervație este amplasat în subparcela 63B, pe o suprafață de 0,5 ha. În 2010, vârsta sa era de 110 ani, iar volumul masei lemnoase constituia 324 m3/ha.
Arboreturile parțial derivate, de gorun, 10 la număr, se află în subparcelele 64A, 63E, 64D, 63D, 65A, 65C, 63A, 63I, 62K, 63F și ocupă o suprafață totală de 45,6 ha. În 2010 atingeau vârsta de 100 de ani și masa lemnoasă avea un volum de 304-320 m3/ha.
Arboreturile total derivate sunt de stejar pedunculat și sunt amplasate în subparcelele 63C și 63G, pe o suprafață totală de 7,8 ha. În 2010 aveau 30 de ani și o masă lemnoasă de 172-175 m3/ha.
Arboreturile artificiale sunt reprezentate de 4 plantații de stejar pedunculat (subparcelele 64E, 64F, 64B, 65B; suprafața 30,4 ha) și 2 de molid (subparcelele 63H, 64C; suprafața 2,7 ha). Sunt de productivitate mijlocie.
În total, au fost documentate 17 specii de arbori:
- Acer campestre
- Acer platanoides
- Acer pseudoplatanus
- Acer tataricum
- Carpinus betulus
- Cerasus avium
- Fagus sylvatica
- Fraxinus excelsior
- Malus sylvestris
- Picea abies
- Pyrus pyraster
- Quercus petraea
- Quercus robur
- Sorbus torminalis
- Tilia cordata
- Tilia tomentosa
- Ulmus carpinifolia

Arboretul fundamental este dominat de gorun (Quercus petraea), stejar peduncular (Quercus robur) și carpen (Carpinus betulus). În etajul superior mai sunt întâlniți teiul (Tilia tomentosa, T. cordata), frasinul (Fraxinus excelsior) și cireșul (Cerasus avium). Speciile însoțitoare sunt Acer campestre, A. platanoides, A. tataricum, Populus tremula și Ulmus carpinifolia.

### Arbuști
Stratul de arbuști este slab dezvoltat din cauza consistenței mari a arboretului. Niciuna din speciile de arbuști din rezervație nu prezintă abundență, cu excepția socului (Sambucus nigra) pe suprafețele de molid.
Lista completă a celor 10 specii de arbuști identificate în aria protejată este următoarea:
- Cornus mas
- Corylus avellana
- Crataegus monogyna
- Euonymus europaea
- Euonymus verrucosa
- Ligustrum vulgare
- Sambucus nigra
- Staphylea pinnyata
- Swida sanguinea
- Viburnum lantana

### Ierburi
Cele 80 de specii de plante ierboase care populează rezervația sunt:
- Agrimonia eupatoria
- Aegopodium podagraria
- Ajuga genevensis
- Alliaria petiolata
- Allium ursinum
- Anemonoides nemorosa
- Anemonoides ranunculoides
- Anthriscus sylvestris
- Arctium lappa
- Arum orientale
- Asarum europaeum
- Astragalus glycyphyllos
- Ballota nigra
- Brachypodium sylvaticum
- Bromus inermis
- Campanula bononiensis
- Campanula persicifolia
- Campanula trachelium
- Carex brevicollis
- Carex pilosa
- Cephalanthera damasonium
- Clematis recta
- Clinopodium vulgare
- Convallaria majalis
- Corydalis solida
- Corydalis marschalliana
- Dactylis glomerata
- Dentaria bulbifera
- Daucus carota
- Epipactes helleborine
- Erigeron podolicus
- Eupatorium cannabinum
- Euphorbia amygdalloides
- Ficaria verna
- Fragaria vesca
- Gagea lutea
- Gagea pusilla
- Galeobdolon luteum
- Galiopsis speciosa
- Gallium aparine
- Gallium odoratum
- Geranium phaeum
- Geranium robertianum
- Geum urbanum
- Glechoma hirsuta
- Hedera helix
- Humulus lupulus
- Hypericum perforatum
- Hypericum montanum
- Inula conyza
- Isophyrum thalictroides
- Lamium purpureum
- Lathraea squamaria
- Lathyrus niger
- Lathyrus aureus
- Lilium martagon
- Lotus corniculatusa
- Lythrum virgatum
- Melica uniflora
- Mercurialis perennis
- Micelis muralis
- Milium effusus
- Neotia nidus-avis
- Plantago lanceolata
- Polygonatum latifolium
- Polygonatum multiflorum
- Prunella vulgaris
- Pulmonaria officinalis
- Ranunculus casubicus
- Sanicula europaea
- Scilla bifolia
- Scrofularia nodosa
- Sonchus arvensis
- Stachys sylvatica
- Stellaria holostea
- Urtica dioica
- Veronica hederifolia
- Vincetoxicum hirundinaria
- Viola hirta
- Viola rechenbachiana

### Specii rare
Au fost înregistrate 7 specii de plante rare:
- sorb (Sorbus torminalis)
- clocotiș (Staphilea pinnata)
- dumbrăviță (Epipactis heleborine)
- cuibul pământului (Neottia nidus-avis)
- vioreaua nopții (Platanthera bifolia)
- crin de pădure (Lilium martagon)
- floarea paștilor (Anemonoides nemorosa)

### Analiza florei
Compoziția floristică include 107 specii de plante vasculare care aparțin la 88 de genuri și 41 de familii. Cele mai numeroase familii sunt Lamiaceae (13 specii), Asteraceae (8 specii), Rosaceae (7 specii) și Ranunculaceae (6 specii).
Speciile documentate la Boguș sunt clasificate în 10 bioforme, dintre care cele predominante sunt hemicriptofitele, geofitele și respectiv microfanerofitele.
Din punct de vedere al geoelementelor, predomină cel european (60%).
În privința cerințelor față de umiditatea solului, în rezervație speciile mezofite constituie 47,6% din totalul populației, cele hidrofite 26,5% și cele heromezofite 21,6%. Conform cerințelor față de temperatura aerului, majoritatea speciilor sunt mezoterme, urmate de cele termofile. Din punct de vedere edafic, se remarcă un număr mare de specii slab acido-neutrofile, urmate de acido-neutrofile.

### Diversitate fitocenotică
Comunitățile vegetale sunt atribuite la următoarele asociații:
- Carpino-Fagetum Paucă 1941
- Querco robori-Carpinetum Șoo et Pocs (1931) 1957
- Quercetum robori-petraeae Borza (1928) 1959
- Carpino-Quercetum petraeae Borza 1941
- Tilio tomentosae – Carpinetum Doniță 1968

## Statut de protecție
Rezervația naturală Boguș este o suprafață reprezentativă de pădure de gorun și stejar pedunculat caracteristică pentru pădurile din Centrul Moldovei. Compoziția floristică și peisagistică o face o suprafață de pădure valoroasă. Genofondul este constituit din 107 specii de plante vasculare, dintre care 7 sunt specii rare.
Obiectivul a fost luat sub protecția statului prin Hotărîrea Sovietului de Miniștri al RSSM din 8 ianuarie 1975 nr. 5, care a atribuit zona la categoria ariilor protejate de păduri valoroase. Statutul de protecție a fost reconfirmat prin Legea nr. 1538 din 25 februarie 1998 privind fondul ariilor naturale protejate de stat. Deținătorul funciar este, conform Legii din 1998, Gospodăria Silvică de Stat Călărași.
Aria protejată a fost afectată de calamități naturale. În noiembrie 2000, chiciura a provocat daune arborilor – în special coronamentului acestora – de pe partea superioară a versantului și de pe platou. Seceta din vara anului 2007 a provocat uscarea unor specimeni de molid. Gestionarea neadecvată a arboreturilor a dus la apariția arboreturilor derivate, iar cele artificiale au fost plantate în locuri care nu corespund condițiilor stațiunii. Drumurile și cărările care străbat rezervația reprezintă o sursă de poluare biologică.
Pentru optimizarea conservării diversității vegetale, specialiștii recomandă reconstrucția ecologică a arboreturilor prin soluționarea corespondenței la condițiile stațiunii și izolarea locurilor de agrement, astfel încât să fie redus impactul antropic asupra vegetației.